# 波索爾特加 (尼加拉瓜)
波索爾特加（西班牙語：Posoltega），是尼加拉瓜的城鎮，位於該國西部，由奇南德加省負責管轄，面積149平方公里，海拔高度71米，2005年人口16,771，人口密度每平方公里112.56人。
12°33′N 86°59′W / 12.550°N 86.983°W